# Mistrzostwa Europy w Kajakarstwie 2004
16. Mistrzostwa Europy w kajakarstwie odbyły się w dniach 22–23 maja 2004 w Poznaniu.
Rozegrano 18 konkurencji męskich i 9 kobiecych. Mężczyźni startowali w kanadyjkach jedynkach (C-1), dwójkach (C-2) i czwórkach (C-4) oraz w kajakach jedynkach (K-1), dwójkach (K-2) i czwórkach (K-4), zaś kobiety w kajakach jedynkach, dwójkach i czwórkach. Liczba i rodzaj konkurencji nie zmieniły się od poprzednich mistrzostw.
Pierwsze miejsce w klasyfikacji medalowej wywalczyli reprezentanci Węgier.

## Medaliści

### Mężczyźni

#### Kanadyjki
| Konkurencja: | Złoto:                                                                       | Rezultat | Srebro:                                                                               | Rezultat | Brąz:                                                                                               | Rezultat |
| C-1 200 m    | Maksim Opalew                                                                | 40,008   | Andreas Dittmer                                                                       | 41,128   | Martin Doktor                                                                                       | 41,070   |
| C-1 500 m    | Maksim Opalew                                                                | 1:52,552 | Andreas Dittmer                                                                       | 1:53,258 | David Cal                                                                                           | 1:53,354 |
| C-1 1000 m   | Andreas Dittmer                                                              | 3:53,821 | David Cal                                                                             | 3:55,471 | Martin Doktor                                                                                       | 3:55,495 |
| C-2 200 m    | Czechy · Petr Fuksa · Petr Netušil                                           | 38,993   | Węgry · Attila Bozsik · Gergely Kovács                                                | 39,101   | Polska · Daniel Jędraszko · Paweł Baraszkiewicz                                                     | 39,107   |
| C-2 500 m    | Węgry · György Kozmann · György Kolonics                                     | 1:43,371 | Polska · Daniel Jędraszko · Paweł Baraszkiewicz                                       | 1:44,073 | Rumunia · Silviu Simioncencu · Florin Popescu                                                       | 1:44,415 |
| C-2 1000 m   | Polska · Łukasz Woszczyński · Michał Śliwiński                               | 3:34,239 | Rosja · Aleksandr Kowalow · Aleksandr Kostogłod                                       | 3:35,277 | Niemcy · Stefan Uteß · Thomas Lück                                                                  | 3:35,805 |
| C-4 200 m    | Czechy · Petr Netušil · Petr Fuksa · Jan Břečka · Karel Kožíšek              | 35,254   | Rosja · Jewgienij Ignatow · Dmitrij Siergiejew · Roman Kruglakow · Aleksiej Wołkonski | 35,674   | Węgry · Sándor Malomsoki · Gergely Kovács · Béla Belicza · László Vasali                            | 35,710   |
| C-4 500 m    | Rumunia · Iosif Anisim · Petre Condrat · Silviu Simioncencu · Florin Popescu | 1:36,106 | Rosja · Jewgienij Ignatow · Dmitrij Siergiejew · Roman Kruglakow · Aleksiej Wołkonski | 1:36,796 | Białoruś · Alaksandr Żukouski · Alaksandr Kurliandczyk · Alaksandr Bahdanowicz · Siamion Sapanienka | 1:37,013 |
| C-4 1000 m   | Węgry · Csaba Hüttner · Gábor Furdok · Imre Pulai · Ferenc Novák             | 3:19,595 | Rumunia · Mitică Pricop · Andrei Cuculici · Iosif Chirilă · Petre Condrat             | 3:20,771 | Białoruś · Alaksandr Żukouski · Alaksandr Kurliandczyk · Alaksandr Bahdanowicz · Siamion Sapanienka | 3:20,443 |

#### Kajaki
| Konkurencja: | Złoto:                                                                  | Rezultat | Srebro:                                                                                 | Rezultat | Brąz:                                                                            | Rezultat |
| K-1 200 m    | Ronald Rauhe                                                            | 36,009   | Alvydas Duonėla                                                                         | 36,195   | Tomasz Mendelski                                                                 | 36,897   |
| K-1 500 m    | Ákos Vereckei                                                           | 1:41,380 | Ian Wynne                                                                               | 1:41,884 | Carlos Pérez                                                                     | 1:41,974 |
| K-1 1000 m   | Eirik Verås Larsen                                                      | 3:30,532 | Tim Brabants                                                                            | 3:32,542 | Jovino González                                                                  | 3:32,980 |
| K-2 200 m    | Litwa · Alvydas Duonėla · Egidijus Balčiūnas                            | 33,626   | Rosja · Stiepan Szewczuk · Siergiej Chowanski                                           | 34,166   | Węgry · Gergely Gyertyános · Balázs Babella                                      | 34,328   |
| K-2 500 m    | Niemcy · Ronald Rauhe · Tim Wieskötter                                  | 1:31,268 | Litwa · Alvydas Duonėla · Egidijus Balčiūnas                                            | 1:31,886 | Rosja · Anatolij Tiszczenko · Władimir Gruszichin                                | 1:32,864 |
| K-2 1000 m   | Norwegia · Eirik Verås Larsen · Nils Olav Fjeldheim                     | 3:11,521 | Hiszpania · Javier Hernanz · Pablo Baños                                                | 3:12,655 | Wielka Brytania · Ian Wynne · Paul Darby-Dowman                                  | 3:13,321 |
| K-4 200 m    | Węgry · Viktor Kadler · István Beé · Balázs Babella · Gergely Boros     | 31,414   | Hiszpania · Manuel Muñoz · Jaime Acuña · Oier Aizpurua · Aike González                  | 31,726   | Rosja · Roman Zarubin · Aleksandr Iwanik · Oleg Czertow · Anatolij Golikow       | 32,002   |
| K-4 500 m    | Węgry · Zoltán Benkő · István Beé · Gábor Kucsera · Roland Kökény       | 1:23,732 | Białoruś · Dziamian Turczyn · Raman Piatruszenka · Wadzim Machnieu · Alaksiej Abałmasau | 1:24,092 | Rosja · Stiepan Szewczuk · Siergiej Chowanski · Oleg Czertow · Andriej Tissin    | 1:25,526 |
| K-4 1000 m   | Węgry · Zoltán Kammerer · Botond Storcz · Ákos Vereckei · Gábor Horváth | 2:52,719 | Norwegia · Andreas Gjersøe · Mattis Næss · Alexander Wefald · Jacob Norenberg           | 2:55,383 | Polska · Tomasz Mendelski · Dariusz Białkowski · Rafał Głażewski · Paweł Baumann | 2:56,481 |

### Kobiety

#### Kajaki
| Konkurencja: | Złoto:                                                                              | Rezultat | Srebro:                                                                                       | Rezultat | Brąz:                                                                                    | Rezultat |
| K-1 200 m    | Teresa Portela                                                                      | 41,748   | Aneta Pastuszka                                                                               | 43,116   | Tímea Paksy                                                                              | 43,270   |
| K-1 500 m    | Natasa Janics                                                                       | 1:54,099 | Petra Santy                                                                                   | 1:55,107 | Maike Nollen                                                                             | 1:56,181 |
| K-1 1000 m   | Katalin Kovács                                                                      | 3:55,095 | Beata Mikołajczyk                                                                             | 3:55,450 | Ellen Fevang                                                                             | 4:04,503 |
| K-2 200 m    | Hiszpania · Beatriz Manchón · Teresa Portela                                        | 39,175   | Węgry · Tímea Paksy · Melinda Patyi                                                           | 39,433   | Niemcy · Birgit Fischer · Carolin Leonhardt                                              | 39,985   |
| K-2 500 m    | Węgry · Tímea Paksy · Dalma Benedek                                                 | 1:44,926 | Niemcy · Birgit Fischer · Carolin Leonhardt                                                   | 1:45,790 | Hiszpania · Beatriz Manchón · Teresa Portela                                             | 1:45,874 |
| K-2 1000 m   | Węgry · Szilvia Szabó · Kinga Bóta                                                  | 3:38,842 | Polska · Dorota Kuczkowska · Iwona Pyżalska                                                   | 3:41,188 | Bułgaria · Bonka Pindżewa · Delana Daczewa                                               | 3:44,788 |
| K-4 200 m    | Hiszpania · Beatriz Manchón · María Isabel García · Jana Šmidáková · Teresa Portela | 35,170   | Węgry · Katalin Kovács · Szilvia Szabó · Erzsébet Viski · Kinga Bóta                          | 35,596   | Rosja · Swietłana Kudinowa · Tatjana Andriejewa · Tatjana Tiszczenko · Galina Porywajewa | 37,030   |
| K-4 500 m    | Ukraina · Hanna Bałabanowa · Ołena Czerewatowa · Inna Osypenko · Tetiana Semykina   | 1:33,542 | Węgry · Katalin Kovács · Szilvia Szabó · Erzsébet Viski · Kinga Bóta                          | 1:33,620 | Hiszpania · Beatriz Manchón · María Isabel García · Jana Šmidáková · Teresa Portela      | 1:35,276 |
| K-4 1000 m   | Rumunia · Florica Vulpeș · Lidia Talpă · Mariana Ciobanu · Alina Ciurescu           | 3:23,363 | Rosja · Swietłana Kudinowa · Tatjana Andriejewa · Anastasija Siergiejewa · Tatjana Tiszczenko | 3:24,845 | Węgry · Kinga Dékány · Berenike Faldum · Linda Benedek · Katalin Móni                    | 3:26,993 |

## Klasyfikacja medalowa
| Miejsce | Państwo         | Złoto | Srebro | Brąz | Razem |
| ------- | --------------- | ----- | ------ | ---- | ----- |
| 1       | Węgry           | 10    | 4      | 4    | 18    |
| 2       | Hiszpania       | 3     | 3      | 5    | 11    |
| 3       | Niemcy          | 3     | 3      | 3    | 9     |
| 4       | Rosja           | 2     | 5      | 4    | 11    |
| 5       | Norwegia        | 2     | 1      | 1    | 4     |
| 5       | Rumunia         | 2     | 1      | 1    | 4     |
| 7       | Czechy          | 2     | 0      | 2    | 4     |
| 8       | Polska          | 1     | 4      | 3    | 8     |
| 9       | Litwa           | 1     | 2      | 0    | 3     |
| 10      | Ukraina         | 1     | 0      | 0    | 1     |
| 11      | Wielka Brytania | 0     | 2      | 1    | 3     |
| 12      | Białoruś        | 0     | 1      | 2    | 3     |
| 13      | Belgia          | 0     | 1      | 0    | 1     |
| 14      | Bułgaria        | 0     | 0      | 1    | 1     |
|         | Razem           | 27    | 27     | 27   | 81    |